# Escape the Fate
Escape the Fate (дослівно — «уникни долі»)  — американський рок-гурт, створений в місті Лас-Вегас, штат Невада, у 2004 році. Гурт випустив три EP і три студійних альбоми. «Dying Is Your Latest Fashion» дебютний альбом колективу. Це єдиний студійний альбом, у якому фігурує голос вокаліста Ронні Радке. Альбом «This War Is Ours», що вийшов 21 жовтня 2008, був першим альбомом гурту в якому звучить голос Крейга Меббітта в якості нового вокаліста. Їх однойменний третій альбом вийшов 2 листопада 2010 року, спочатку на великому лейблі DGC / Interscope. Альбом «Escape the Fate» вважається їхнім найуспішнішим альбомом на сьогодні.

## Історія гурту

### Формування і Dying Is Your Latest Fashion (2005—2006)
До формування Escape the Fate, вокаліст Ронні Радке, басист Макс Грін, барабанщик Роберт Ортіз, провідний гітарист Браян Монте і ритм-гітарист Омар Еспіноза знаходилися в різних гуртах. Браян Монте пізніше створив гурт Escape the Fate і запросив до нього Омара Еспіноза, який своєю чергою запросив Макса Гріна в гурт. Макс Грін пізніше запросив Ронні Радке і Роберта Ортіза.
Escape The Fate мали успіх на місцевій радіостанції та швидко придбали багато фанатів. У жовтні 2005 р. вони виграли місцеве радіо-змагання, організоване гуртом My Chemical Romance. Приз — виступ на розігріві у My Chemical Romance, Alkaline Trio і Reggie And The Full Effect під час туру.
Гурт підписав контракт з Epitaph Records і випустив дебютний EP c назвою «There's No Sympathy for the Dead», що складався з п'яти пісень, на початку 2006 р. Пізніше дві пісні з цього альбому були включені в альбом «Dying Is Your Latest Fashion». EP був спродюсований Майклом Баскетт, який допомагав гурту заробити увагу впливових звукозаписних компаній, а також фанатів. Після випуску «There's No Sympathy for the Dead», клавішник Карсон Аллен покидає гурт, щоб приєднатися до On the Last Day.
Влітку гурт поїхав у тур, включаючи кілька виступів на Warped Tour, згодом вони продовжили тур разом з Bullet for My Valentine і Eighteen Visions.
26 вересня 2006 вийшов перший повноцінний студійний альбом «Dying Is Your Latest Fashion», який займав середню планку в Billboard's Heatseeker і Top Independent чартах.

### Залишення гурту Еспінозою та Радке (2007)
Наприкінці 2007 ритм-гітарист Омар Еспіноза залишив гурт через особисті обставини. Він заявив у своєму блозі на MySpace, що він залишив гурт в хороший момент, і що він залишається в хороших відносинах з членами «Escape The Fate». Він сказав, що продовжить підтримувати їх незважаючи ні на що. «Escape The Fate» залишаться для нього великим гуртом. Пізніше, Ронні Радке звільнили з гурту, після того, як він був засуджений до тюремного ув'язнення в червні 2008 року через проблеми з законом, пов'язаних з наркотиками та співучастю у вбивстві. Перебуваючи у в'язниці, Ронні створив свій гурт Falling In Reverse і продовжив займатися творчістю. Його гурт вже випустила перше Demo, яке було записано ще до арешту Ронні. Радке був звільнений з в'язниці в грудні 2010 року і зараз виступає в складі Falling in Reverse.

### Поява Меббітта і This War Is Ours (2008—2010)
Після відходу Радке, колишнього вокаліста гурту Blessthefall Крейга Меббітта попросили тимчасово приєднатися до Escape the Fate як тимчасову заміну, а потім як постійного члена гурту. 6 травня 2008 Escape The Fate оголосили що Крейг Меббітт офіційно приєднався до гурту. Меббітт негайно написав «This War Is Ours» — другий студійний альбом гурту, який був виданий 21 жовтня 2008 року. В альбом входять сингли «The Flood», «Something», «10 Miles Wide», і «This War Is Ours (The Guillotine II)». Це перший альбом Escape the Fate, де Крейг Меббітт виступив вокалістом гурту.
У 2009 році Escape The Fate планують провести тур по США та Європі. Також гурт заявлена на «Warped Tour 2009».
У 2010 році вийшов новий альбом «Escape the Fate».

### Залишення гурту Максом Гріном, оновлення складу (2011—теперішній час)
Влітку 2011 року Макса Гріна під час туру заміняв Томас 'TJ' Белл, гітарист Motionless In White, Макс написав що не міг виступати через проблеми з наркотиками. 2012 року гурт зробив офіційну заяву, що Макс Грін покинув Escape The Fate та оголосили оновлений склад, куди, крім старих учасників, увійшли Томас 'TJ' Белл, який залишив Motionless In White і зайняв місце Гріна і Майкл Мані, який зайняв місце гітариста офіційно (до цього моменту був так званим touring member), так само гурт оголосив про запис нового альбому, вихід якого назначений на 14 травня 2013 року.

## Склад
- Craig Mabbitt — вокал
- Thomas 'TJ' Bell — бас, бек-вокал
- Bryan 'Monte' Money — гітара, бек-вокал
- Robert Ortiz — ударні
- Michael Money — гітара

##### Колишні учасники
- Ronnie Radke — вокал
- Omar Espinosa — ритм-гітара, бек-вокал
- Carson Allen — клавішні, вокал
- Max Green — бас, бек-вокал

## Дискографія

### Студійні альбоми
- 2006 — «Dying Is Your Latest Fashion»
- 2008 — «This War Is Ours»
- 2010 — «Escape the Fate»
- 2013 — «Ungrateful»
- 2015 — «Hate me»
- 2018 — «I'm human»

### EP
- 2005 — «Escape The Fate»
- 2006 — «There's No Sympathy for the Dead»
- 2007 — «Situations»